# Ulster
För andra betydelser, se Ulster (olika betydelser).
Ulster (iriska: Cúige Uladh) är en av Irlands historiska provinser. Ulster är den nordligaste av de fyra provinserna. De övriga är Leinster, Munster och Connacht. 
Ulster omfattar följande grevskap: 
- Antrim
- Armagh
- Derry
- Down
- Fermanagh
- Tyrone

i provinsen Nordirland samt:
- Cavan
- Donegal
- Monaghan

i Republiken Irland.
En del av den protestantiska befolkningen i Nordirland föredrar benämningen Ulster på sitt hemland framför Nordirland, detta trots att Ulster även omfattar tre grevskap som tillhör republiken Irland.